# Egipto en los Juegos Paralímpicos de París 2024
Egipto estuvo representado en los Juegos Paralímpicos de París 2024 por un total de 54 deportistas, 37 hombres y 17 mujeres.

## Medallistas
El equipo paralímpico egipcio obtuvo las siguientes medallas:
| Nombre | Deporte                   | Evento           |
| --- | ------------------------- | ---------------- |
| Oro |                           |                  |
| Rehab Ahmed | Levantamiento de potencia | –55 kg femenino  |
| Mohamed Elmenyawi | Levantamiento de potencia | –59 kg masculino |
| Plata |                           |                  |
| Fatma Elyan | Levantamiento de potencia | –67 kg femenino  |
| Mohamed Elelfat | Levantamiento de potencia | –88 kg masculino |
| Bronce |                           |                  |
| Safa Hasan | Levantamiento de potencia | –79 kg femenino  |
| Nadia Ali | Levantamiento de potencia | +86 kg femenino  |
| Ashraf Abdalá Abdelnabi Abdelatif Zakaria Abdo Mohamed Elsudani Mohamed Abu Elyazid Metawa Abueljir Hesham El-Shwij Ahmed Fadl Ahmed Jamis Hosam Masud Elsayed Musa Ahmed Zikri | Voleibol sentado          | Torneo masculino |